# Музей народної архітектури (Сянік)
Музей народної архітектури в Сяноці — найбільший музей просто неба в Польщі і третій за територією в Європі. Зареєстрований у Державному реєстрі музеїв.
На 38 гектарах розташовано більше 150-ти об'єктів дерев'яної архітектури, з багатими матеріалами з Лемківщини, Бойківщини й Посяння. Чимало українського матеріалу також є в періодиці музею.

## Характеристика
У поселеннях південно-східної Польщі брали участь представники різних етносів (поляки, русини (українці), німці) та менші етнічні групи. Надзвичайно важливим явищем, що мало вплив на формування пізніших етнографічних груп, була так звана «волоська колонізація».
Музей народної архітектури — це не тільки Етнографічний парк з його експонатами, але насамперед величезний науковий та інтелектуальний збір. У збірках є понад 31 000 експонатів з області народної культури регіону: міщанської, сакральної, двірської і юдаїки.
Також з експозиції музею можна довідатися про те, як добували нафту в Галичині в ХІХ ст., коли ці землі входили до складу коронного краю Королівство Галичини та Володимирії.

## Галерея

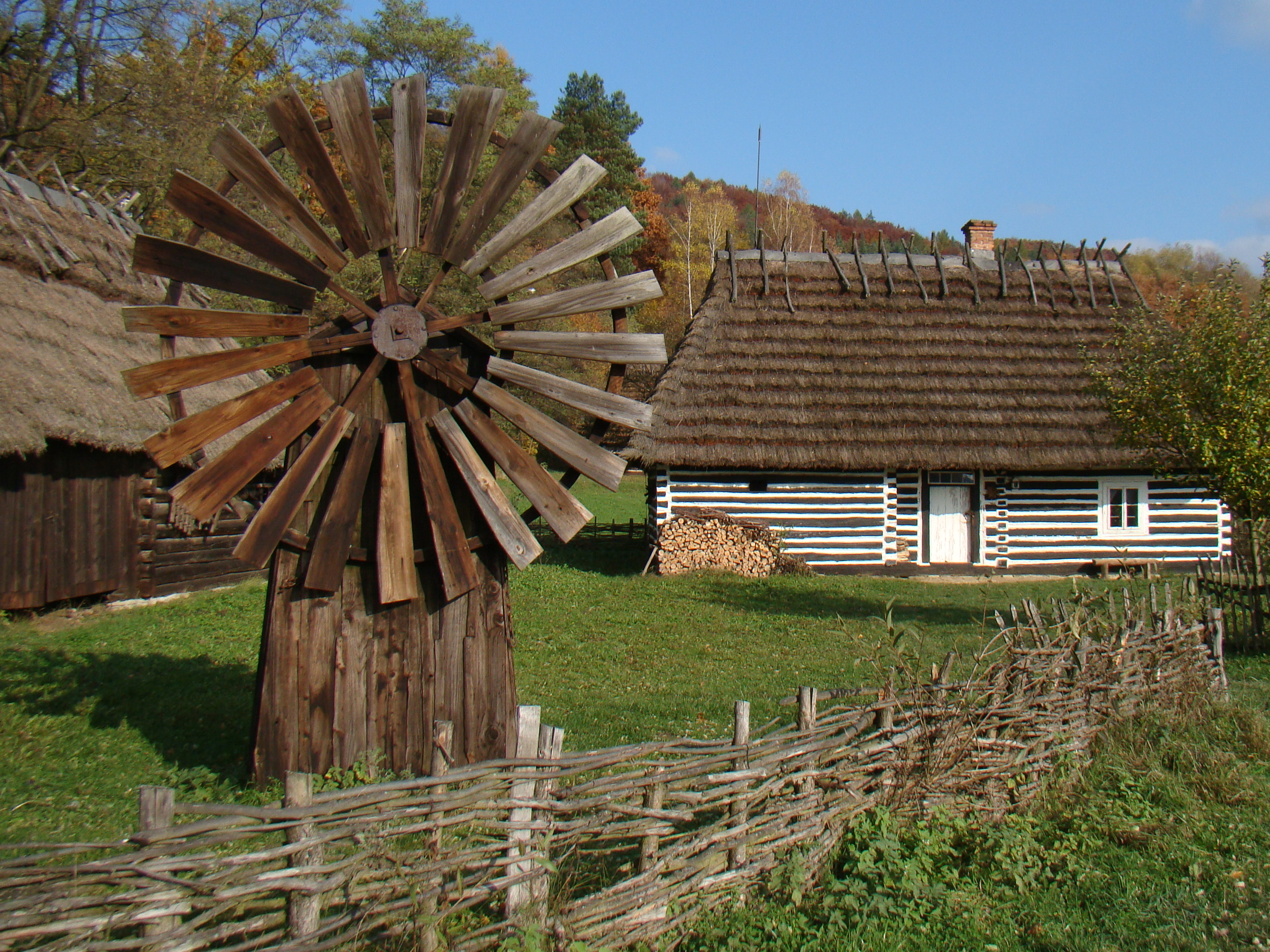
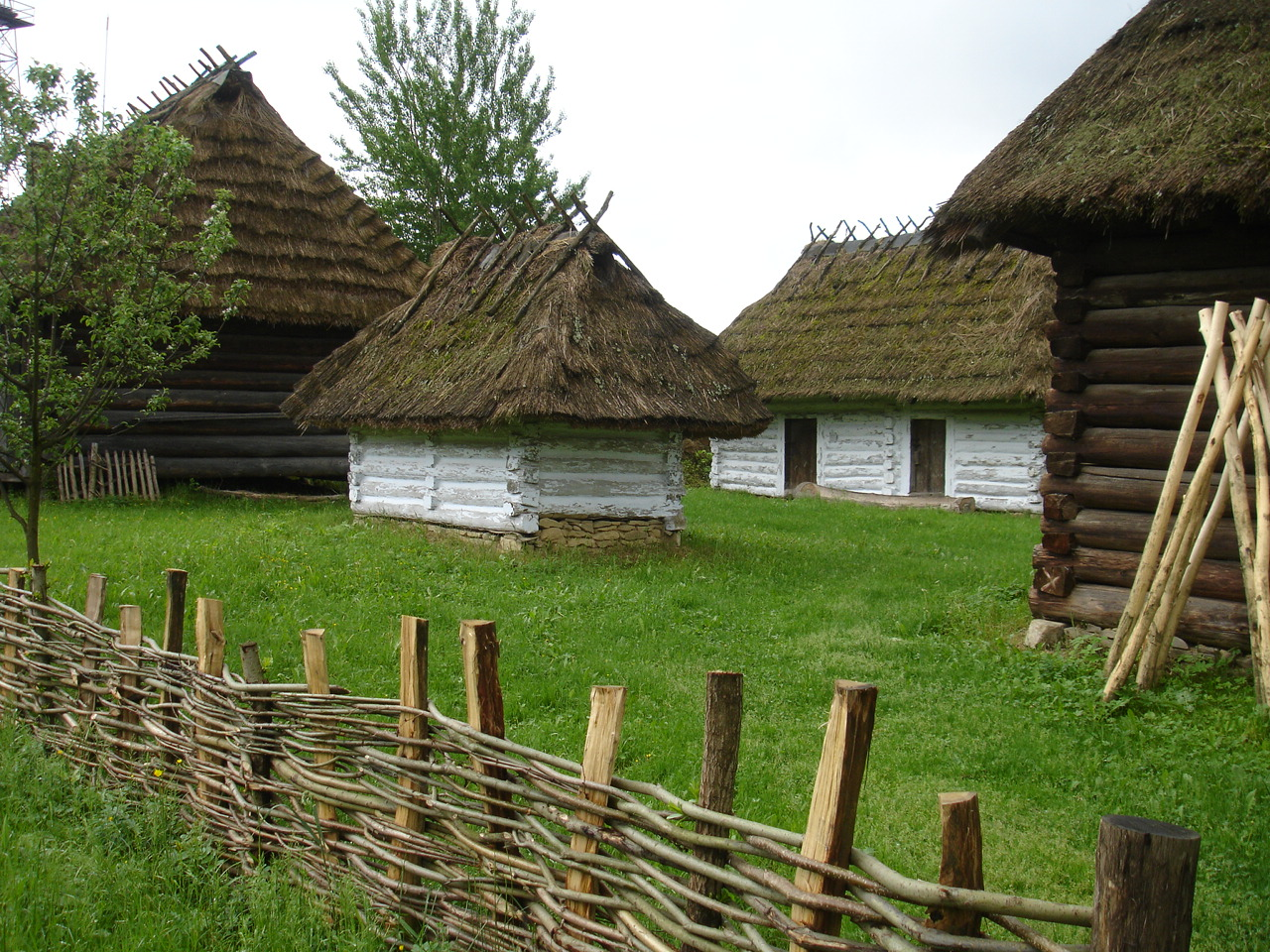
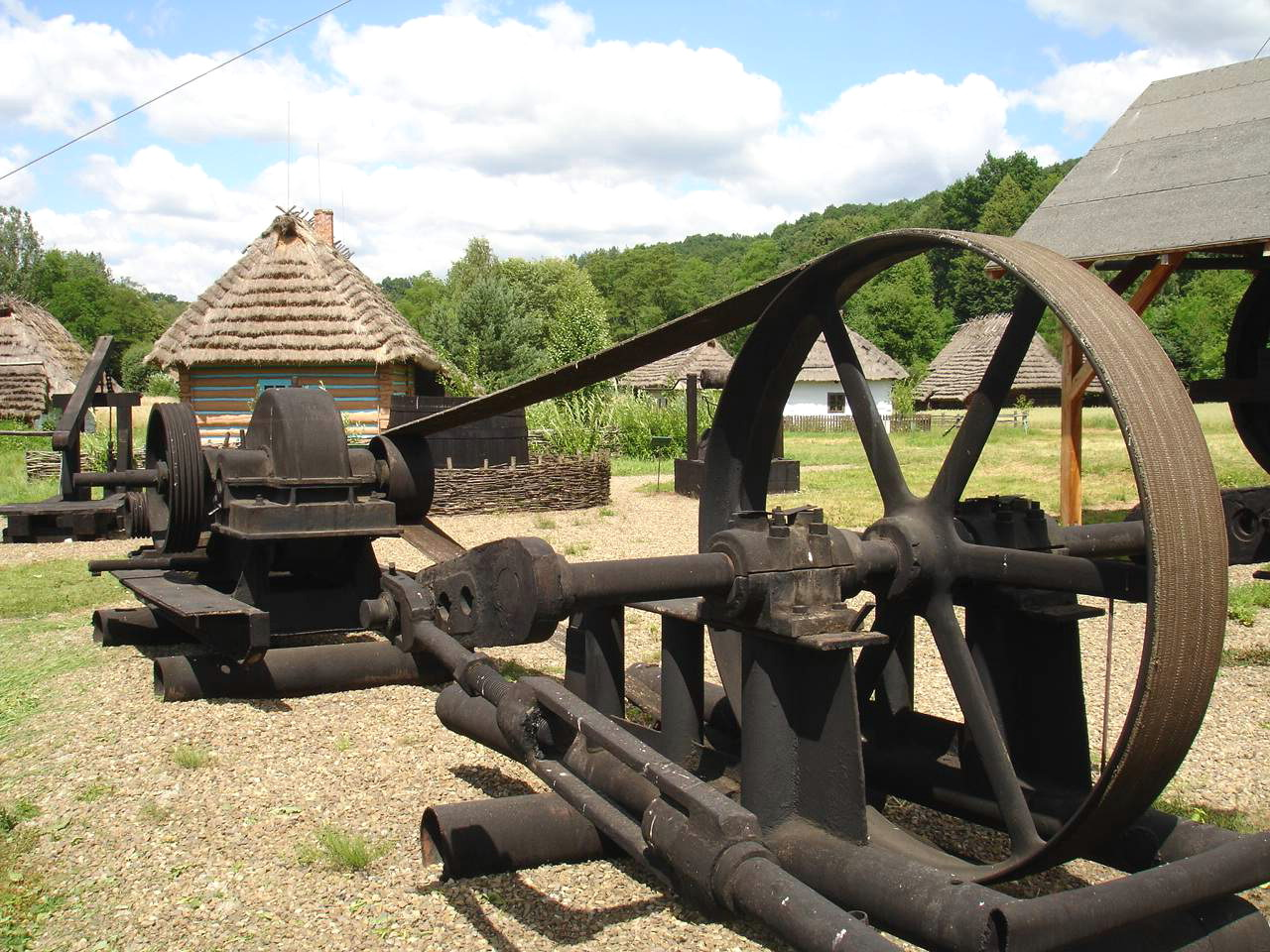